# Saints-Geosmes
Saints-Geosmes är en kommun i departementet Haute-Marne i regionen Grand Est (tidigare regionen Champagne-Ardenne) i nordöstra Frankrike. Kommunen ligger i kantonen Langres som tillhör arrondissementet Langres. År 2018 hade Saints-Geosmes 886 invånare.

## Befolkningsutveckling
Antalet invånare i kommunen Saints-Geosmes
| Referens: INSEE |